# Csukló (anatómia)

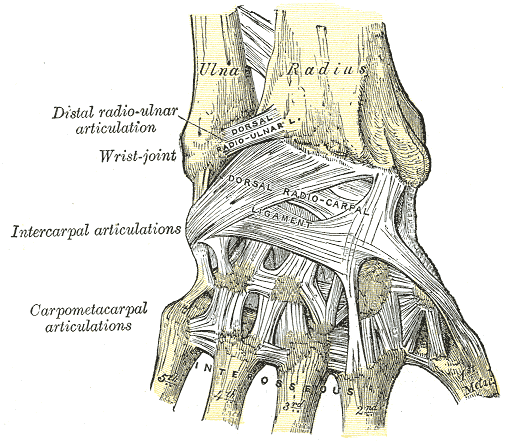
A csukló felülről

A csukló (articulatio radiocarpalis) biztosít kapcsolatot az alkar (antebrachium) és a kéz (manus) között (nem összekeverendő a csuklóízülettel, ami egy ízületi forma). A csukló rövid csontokból (os breve) áll, ezek a kéztőcsontok (ossa carpi). Illetve még egy ízület részt vesz a csukló tájék alkotásában ez pedig a két alkar csont között van, ez biztosítja, hogy a karunkat forgatni tudjuk (supinatio-pronatio). Ez az ízület tehát az articulatio radioulnaris distalis. Ez egy forgóízület (articulatio trochoidea) azaz az orsócsont el tud forogni a singcsonton.
A csuklóízület (articulatio radiocarpalis) alak szerint ellipszoid ízület (articulatio ellipsoidea) és háromirányú mozgást engedélyez.

## Az ízület felépítése
Az orsócsont (radius) alsó része és az ízületi porc alja, a sajkacsont (os scaphoideum), a holdascsont (os lunatum) és a háromszögletű csont (os triquetrum) alkotja.
Az orsócsont ízületi felszíne és az ízületi porc alja együtt egy haránt irányú ellipszoidot formálnak, ami a fogadó üreg.
A felső ízületi felszín mely a sajkacsont, a háromszögletű csont és a holdascsont, egy sima konvex felszínt képeznek ami egy dudor és ez beleillik az üregbe.

## Szalagjai
A csuklót több nagy szalagcsoport alkotja, melyek tovább bonthatók apró szalagokra. A szalagokról itt lehet bővebben olvasni.

## Mozgathatóság
A csukló feszít és hajlít, távolít és közelít valamint forgat.  